# 肯尼思·凯里
肯尼思·安东·凯里（英語：Kenneth Anton Carey，1893年8月7日—1981年1月4日），美国前男子帆船运动员。他曾代表美国参加1932年夏季奥林匹克运动会帆船比赛，获得8米级金牌。